# Fiyi en los Juegos Paralímpicos de Atenas 2004
Fiyi estuvo representado en los Juegos Paralímpicos de Atenas 2004 por dos deportistas, un hombre y una mujer. El equipo paralímpico fiyiano no obtuvo ninguna medalla en estos Juegos.